# Nemzeti Hó és Jég Adatközpont
A Nemzeti Hó és Jég Adatközpont (National Snow and Ice Data Center, NSIDC) a Coloradói Egyetemen (University of Colorado, USA) működik. 
A Központ az egész világra kiterjedően figyeli és archiválja a gleccserek, jégtömbök méretét. Vizsgálják a permafrosztot és jégmagok összetételét. Mérik a tengeri jég és a szárazföldi jég csökkenését. Regisztrálják a lavinákat.

## Fordítás
- Ez a szócikk részben vagy egészben  a   National Snow and Ice Data Center című angol Wikipédia-szócikk fordításán alapul.  Az eredeti cikk szerkesztőit annak laptörténete sorolja fel. Ez a jelzés csupán a megfogalmazás eredetét és a szerzői jogokat jelzi, nem szolgál a cikkben szereplő információk forrásmegjelöléseként.